# Deganawidah
Deganawidah, auch englisch the Great Peacemaker ‚der Große Friedenstifter‘ genannt, war ein legendärer Prophet der Irokesen. Er gilt als Gründer der Konföderation der Five Nations (Hau-Dé-No-Sau-Nee englisch people of the long house ‚Menschen des Langhauses‘) und Nationalheld der Irokesen.

## Leben
Die Legende (die auch Gayanashagowa genannt wird) besagt, dass Deganawidah bei den Huronen oder Onondaga in einem Ort namens Ka-ka-nah-yenh geboren wurde. Weiter heißt es, dass seiner Mutter im Traum durch einen himmlischen Boten mitgeteilt wurde, dass sie einen Sohn gebären werde, der den „Baum des Friedens“ im Onondagagebiet pflanzen werde. Da dieses Epos auf mündlichen Überlieferungen basiert, ist die zeitliche Einordnung schwierig. Die junge Frau nannte ihren Sohn Deganawidah. Als er zum Mann herangewachsen war, machte er sich auf, die Mission zu erfüllen, für die der „Große Geist“ ihn auserwählt hatte. Diese bestand darin, den Menschen die Botschaft von Frieden und Kraft zu verkünden, ihnen aufzuzeigen, wie sie untereinander zu Frieden und Gerechtigkeit finden konnten. Der Baum des Friedens soll auf einem Hügel gewachsen sein, der den Irokesen heilig ist. Die Häuptlinge aus dem Reservat der (späteren) Six Nations, in der Nähe von Brantford in Ontario, besuchen diese Stätte einmal im Jahr zu einem spirituellen Treffen. Teilweise wird seine Person mit Hiawatha vermischt, der ebenfalls als Mitbegründer des Bündnisses gilt. Ob und wenn ja, wann diese genau lebten, ist nicht gesichert. Einige Forscher vermuten um 1148, andere zwischen 1450 und 1600. Er soll in einem weißen Steinkanu über den Ontariosee gepaddelt sein, um unter den sich bekriegenden Stämmen den Großen Frieden zu begründen. Seine Vision war, dass sie alle gemeinsam in einer Welt im Einklang mit den Prinzipien des Großen Geistes leben sollten, frei von Krieg, Kannibalismus, schwarzer Magie und dem Gedanken an Rache. Die legendären Figuren verkörpern die einzelnen Aspekte, so ist es Hiawatha, ein mutiger Onondaga-Krieger, der durch die unter den Stämmen üblichen Blutfehden seine Frau und seine Töchter verlor. Atotarho, der Kriegshäuptling der Onondaga, ist eine weitere Person dieses Mythos. Er soll ein mächtiger Medizinmann mit Schlangen im Haar gewesen sein, der dunkle Magie gegen die anderen Stämme einsetzte. Niemand wagte, sich gegen ihn zu stellen aus Furcht vor tödlicher Vergeltung. Deganawidah ist hingegen der große Friedensstifter aus dem Norden, der ausgesandt wurde, die fünf Nationen zu vereinen. In einigen Erzählungen gibt es zudem noch eine weibliche Figur Jigonsa[h]seh, eine Nachfahrin der Himmelsmutter, die als Friedensbotin eine Fürsprecherin des Frauenrates symbolisiert, da die Zustimmung einer Clanmutter bei wichtigen politischen Entscheidungen unerlässlich war.

## Die Legende
In einer Erzählung wird seine erste Begegnung mit einem der Stämme (englisch the Flint Nation ‚die Feuerstein Nation‘) wie folgt beschrieben: Er kam mit dem Kanu über den See und setzte sich bei einem Wasserfall unter einen Baum und rauchte Pfeife, als ihn ein Mitglied des Stammes sah und er nach seiner Herkunft und dem Grund seines Kommens gefragt wurde.

‘From whence came you?’ ‘I am from Ka-ka-na-yenh,’ the stranger replied. ‘I am of the Wyandots, whom you call the Crooked Tongues because our speech is slightly dififerent,’ answered the stranger, ‘My mother is a virgin woman.’ ‘Then,’ said the speaker, ‘By what name are you known?’ ‘I am Dekanawidah, so named because my virgin mother dreamed that it should be so and no one else shall ever be named by this name.’ […] ‘The Great Creator from whom we all are descended sent me to establish the Great Peace among you. No longer shall you kill one another and nations shall cease warring upon each other. Such things are entirely evil and he, your Maker, forbids it. Peace and comfort are better than war and misery for a nation’s welfare.’

„‚Woher bist du gekommen?‘ ‚Ich komme aus Ka-ka-na-yenh‘, antwortete der Fremde. ‚Ich gehöre zu den Wyandots, die ihr die Krummen Zungen nennt, weil unsere Sprechweise etwas anders ist‘, antwortete der Fremde. ‚Meine Mutter ist eine jungfräuliche Frau.‘ ‚Dann‘, sagte der Sprecher, ‚unter welchem Namen kennt man dich?‘ ‚Ich bin Deganawidah, so genannt, weil meine jungfräuliche Mutter davon träumte, dass es so sein soll und niemand sonst solle jemals mit diesem Namen benannt werden.‘ […] ‚Der Große Schöpfer, von dem wir alle abstammen, sandte mich aus, um unter euch den Großen Frieden zu etablieren. Nicht länger sollt ihr euch untereinander töten, und die Nationen sollen aufhören sich zu bekriegen. Solche Dinge sind bösartig und er, dein Schöpfer, verbietet es. Frieden und Bequemlichkeit sind besser als Krieg und Elend für das Wohlergehen einer Nation.‘“

Diese Worte klangen weise, doch wollten die Leute prüfen, ob er wirklich ein Bote des Großen Geistes war. So sprach er zu ihnen, der Schöpfer habe ihm die Macht gegeben, über seinen Tod selbst zu bestimmen, dies sollten sie als Probe anerkennen, indem er den hohen Baum neben der Schlucht erklimmen wolle und sie diesen fällen sollten, so dass er zu Tode stürzen müsse. Das taten sie. Er stürzte in die tiefe Schlucht und schien tatsächlich in den Fluten des Flusses ertrunken zu sein. Umso erstaunter waren sie, als sie ihn am anderen Morgen in einer kleinen Höhle fanden, in der er lebendig und unbeschadet seine Morgenmahlzeit bereitete. Dies sahen sie als ein Zeichen an, dass er wirklich der Auserwählte sei, der den Großen Frieden bringen könne. Auch die anderen Stämme konnte er überzeugen und sie legten ihre Fehden bei und folgten seinem Rat.

## Der Große Frieden
Die Grundzüge der Idee gaben an, dass alle Völker in Frieden und Freundschaft miteinander leben sollen. Dazu gab es 3 wichtige Grundpfeiler. Diese waren wiederum in je 2 Zweige gegliedert:
- Gerechtigkeit – Gdiwoh = Gerechtigkeit zwischen einzelnen Menschen und unter den jeweiligen Nationen
- Gesundheit – Skenon = Gesundheit von Körper und Geist und zugleich Frieden (keine Verletzung durch Krieg)
- Kraft/Macht – Gashasdenshaa = Anerkennung von Recht und Sitte sowie der Religion (nach den Vorgaben des Großen Geistes leben)

Zur Bekräftigung des Friedensbündnisses entwurzelte der Peacemaker den Baum des Friedens, eine große weiße Kiefer und sprach:

„I Dekanawideh, and the confederate lords now uproot the tallest pine tree and into the cavity thereby made we cast all weapons of war. Into the depths of the earth, down into the deep underearth currents of water flowing into unknown regions, we cast all weapons of strife. We bury them from sight forever and plant again the tree.“

„Ich Dekanawideh und die verbündeten Häuptlinge entwurzeln jetzt die mächtigste Kiefer und in den Hohlraum, der dadurch entsteht werden wir alle Kriegswaffen werfen. In die Tiefen der Erde, in die tiefen Unterwasserströmungen, die in unbekannte Regionen fließen, werfen wir alle Streitigkeiten. Wir begraben sie für immer aus den Augen und pflanzen den Baum erneut.“

Dieser Große Frieden sollte nicht auf die fünf Nationen beschränkt werden, sondern das Friedensgesetz sollte sich vom Baum des Friedens als „the Great White Roots of Peace“ in alle Richtungen ausbreiten. Jeder, der bereit war nach diesem Gesetz zu leben sollte in die Gemeinschaft aufgenommen werden und sollte unter dem Baum der langen Blätter Schutz finden.
Verbundene Stämme

In der „League of the Hau-Dé-No-Sau-Nee or Iroquois“ waren zunächst fünf Zweige der Irokesen zusammengeschlossen.
- „Ga-ne-a-ga-o-no“ Feuersteinnation (Mohawk)
- „O-nun-da-ga-o-no“ Volk auf den Hügeln Nation (Onondaga)
- „Nun-da-wa-o-no“ Volk vom Großen Hügel Nation (Seneca)
- „O-na-yote-ka-o-no“ Granit Nation, Volk des stehenden Steins (Oneida)
- „Gwe-u-gweh-o-no“ Volk vom Sumpfland Nation (Cayuga)

Zuletzt kamen hinzu die
- „Dus-ga-o-weh-o-no“ Kleidernation (Tuscarora)

Von ihm sollen folgende Worte stammen, die er an die Häuptlinge richtete:

“Think not forever of yourselves, O Chiefs, nor of your own generation. Think of continuing generations of our families, think of our grandchildren and of those yet unborn, whose faces are coming from beneath the ground.”

„Denkt nicht ewiglich an euch selbst, O Chiefs, noch an eure eigene Generation. Denkt an die folgenden Generationen eurer Familien, denkt an eure Enkelkinder und an jene die noch ungeboren sind, deren Gesichter kommen werden aus dem Schoß der Erde.“

## Rezeption
- Der Roman Turtle island – A Dream of Peace von Jack Ramey erzählt die Geschichte von Dekanawidah und Hiawatha, der den Tod seiner vier Töchter rächen möchte, wie sich beide treffen, gemeinsam die Wunden der Fünf Nationen der Irokesen heilen und zwischen ihnen Frieden stiften.[6]
- Der Film Kissed by Lightning aus dem Jahr 2009 erzählt von Mavis Dogblood einer Malerin der Mohawk, deren Mann „Jesse Lightning“ bei einem Gewitter vom Blitz getötet wurde. Sie verschließt sich daraufhin in ihrer Trauer in die Erinnerungen an die Zeit davor. Um sich der Realität zu stellen, beginnt sie die Geschichten zu malen, von denen ihr Mann Jessie ihr früher aus der Geschichte der Irokesen erzählte. Der Film enthält eine moderne Nacherzählung der Legende des Großen Friedensstifters und Hiawatha aus dem 14. Jahrhundert.[7]